# Volkswagen Touran
Volkswagen Touran – samochód osobowy typu minivan klasy kompaktowej produkowany pod niemiecką marką Volkswagen od 2003 roku. Od 2015 roku produkowana jest druga generacja modelu.

## Pierwsza generacja

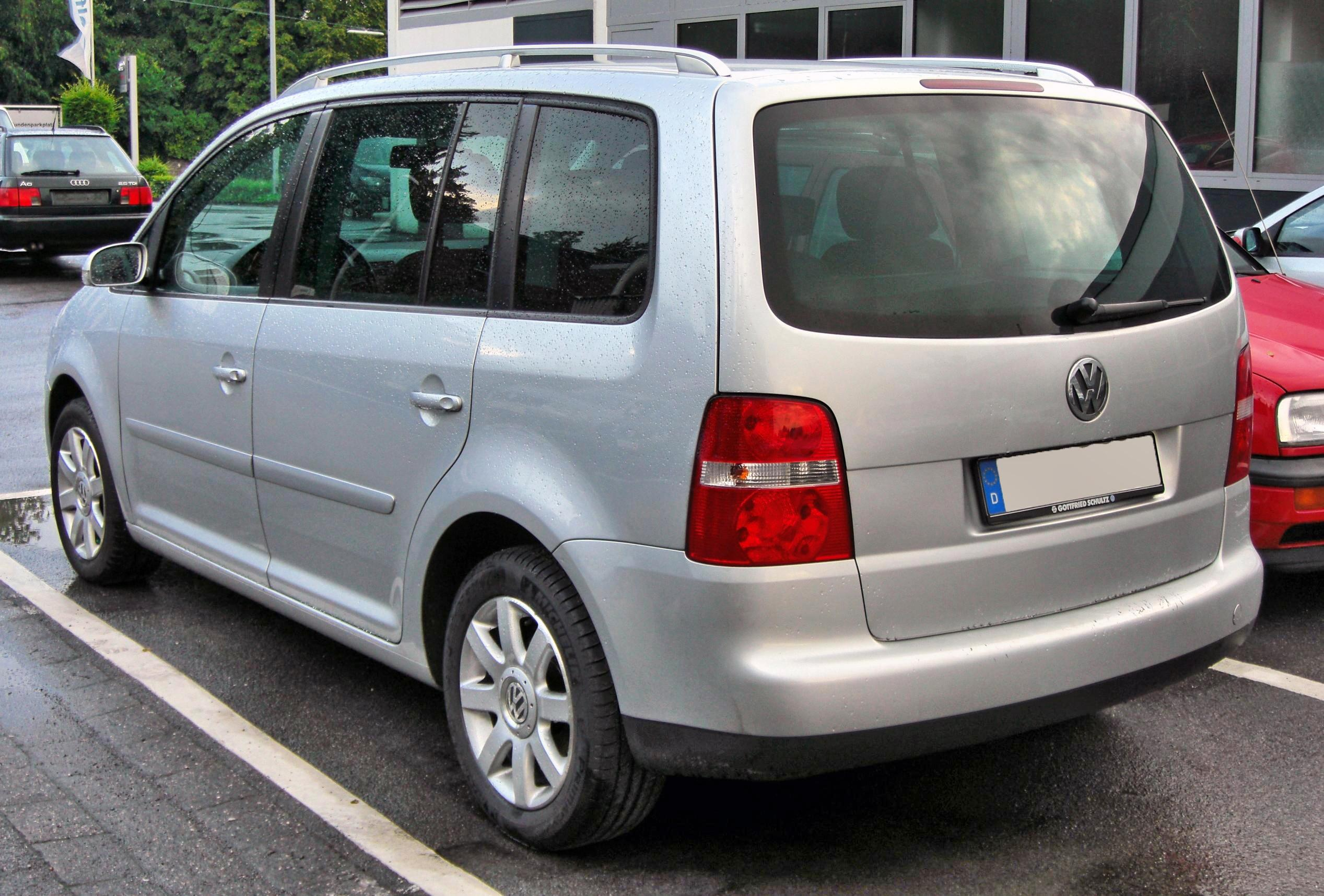
Volkswagen Touran I – tył

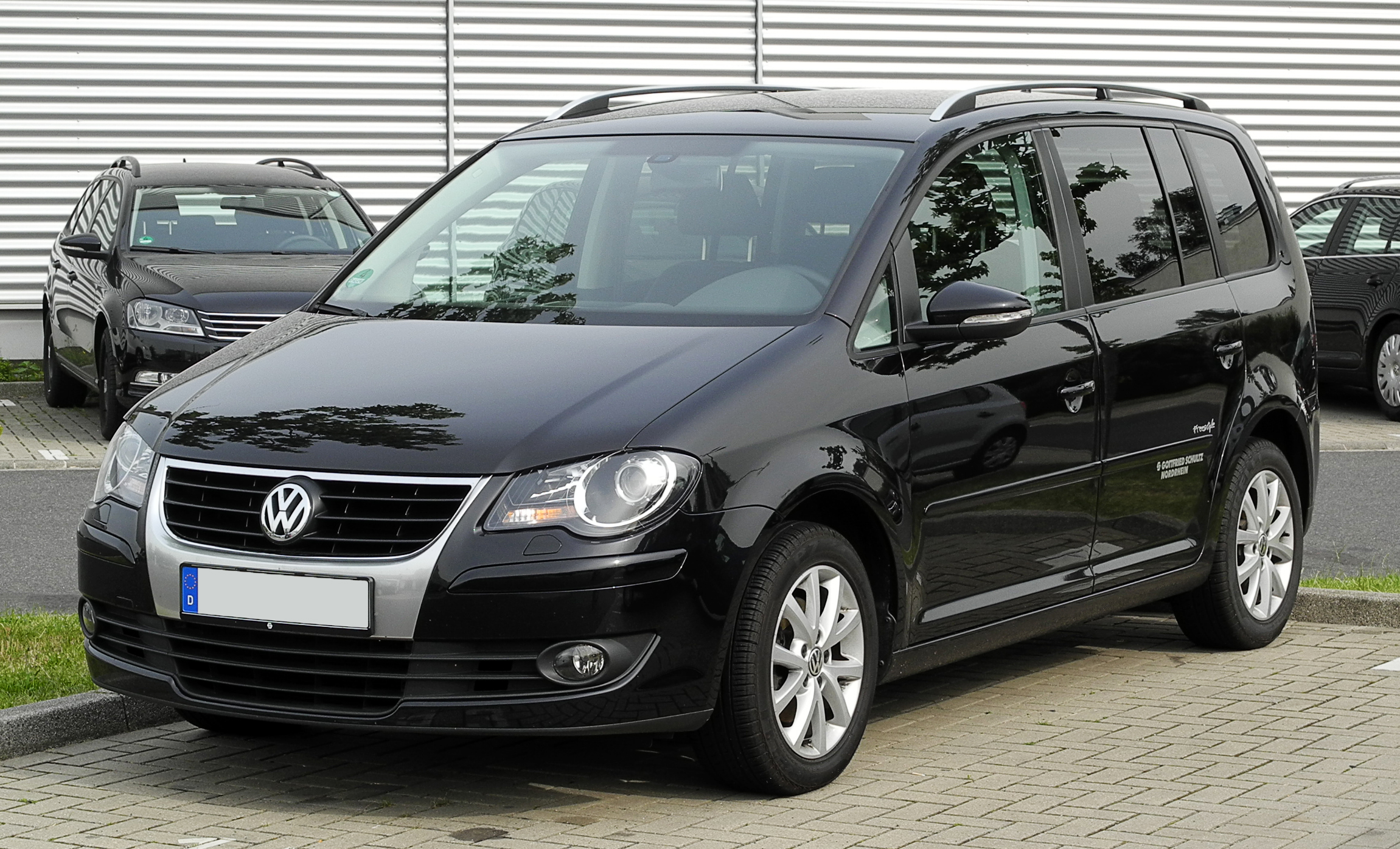
Volkswagen Touran I po liftingu

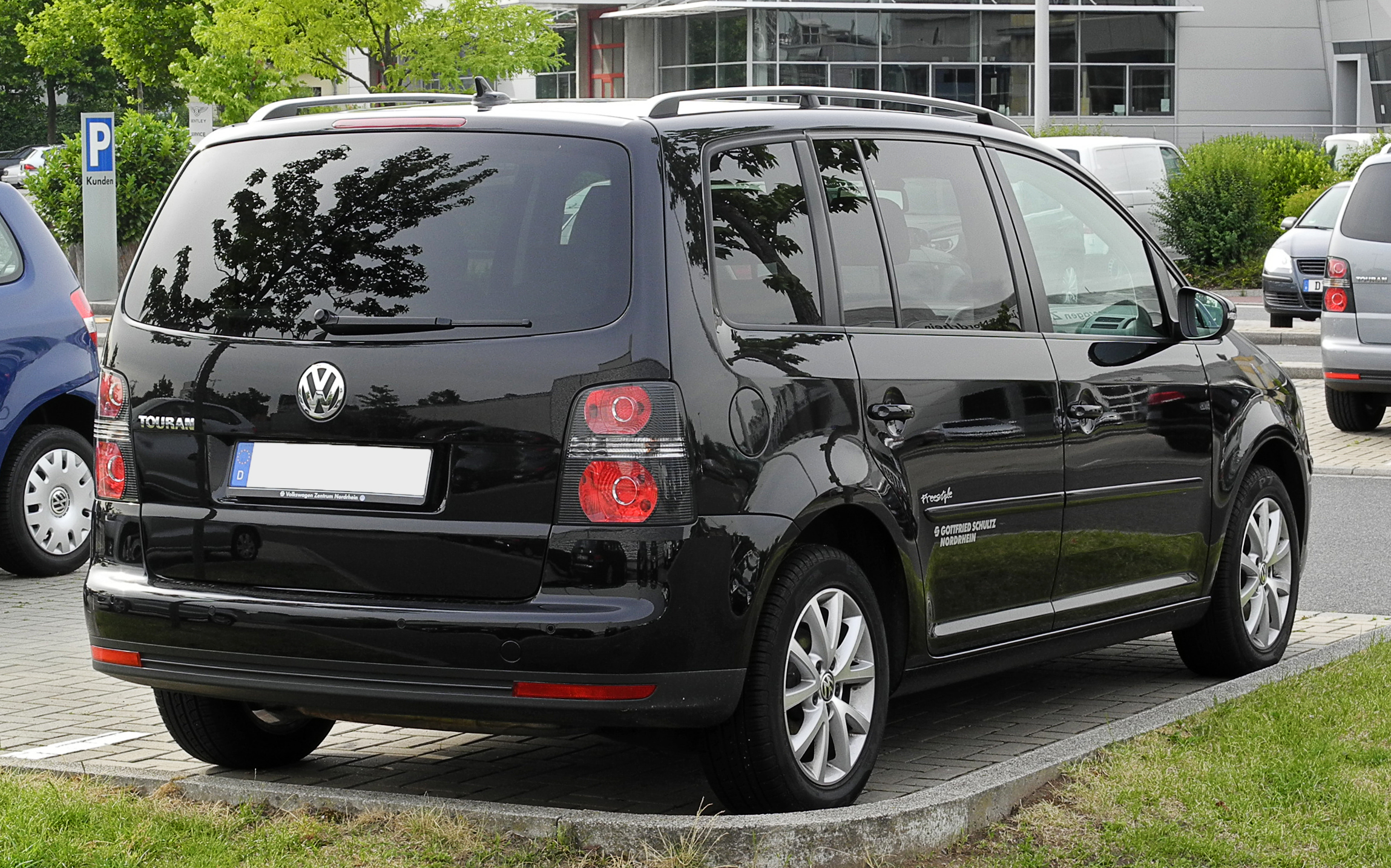
Volkswagen Touran I po liftingu – tył

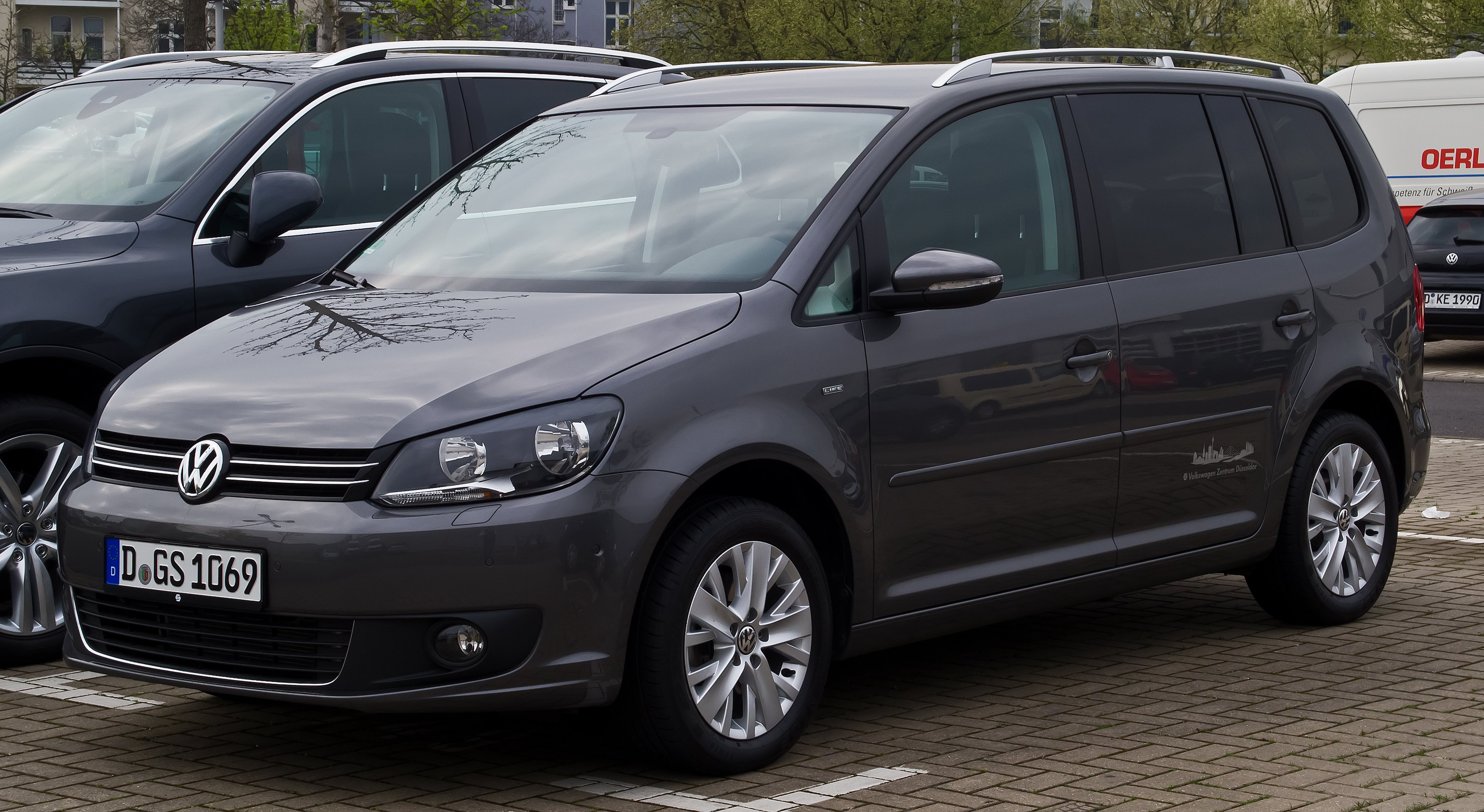
Volkswagen Touran I po drugim liftingu

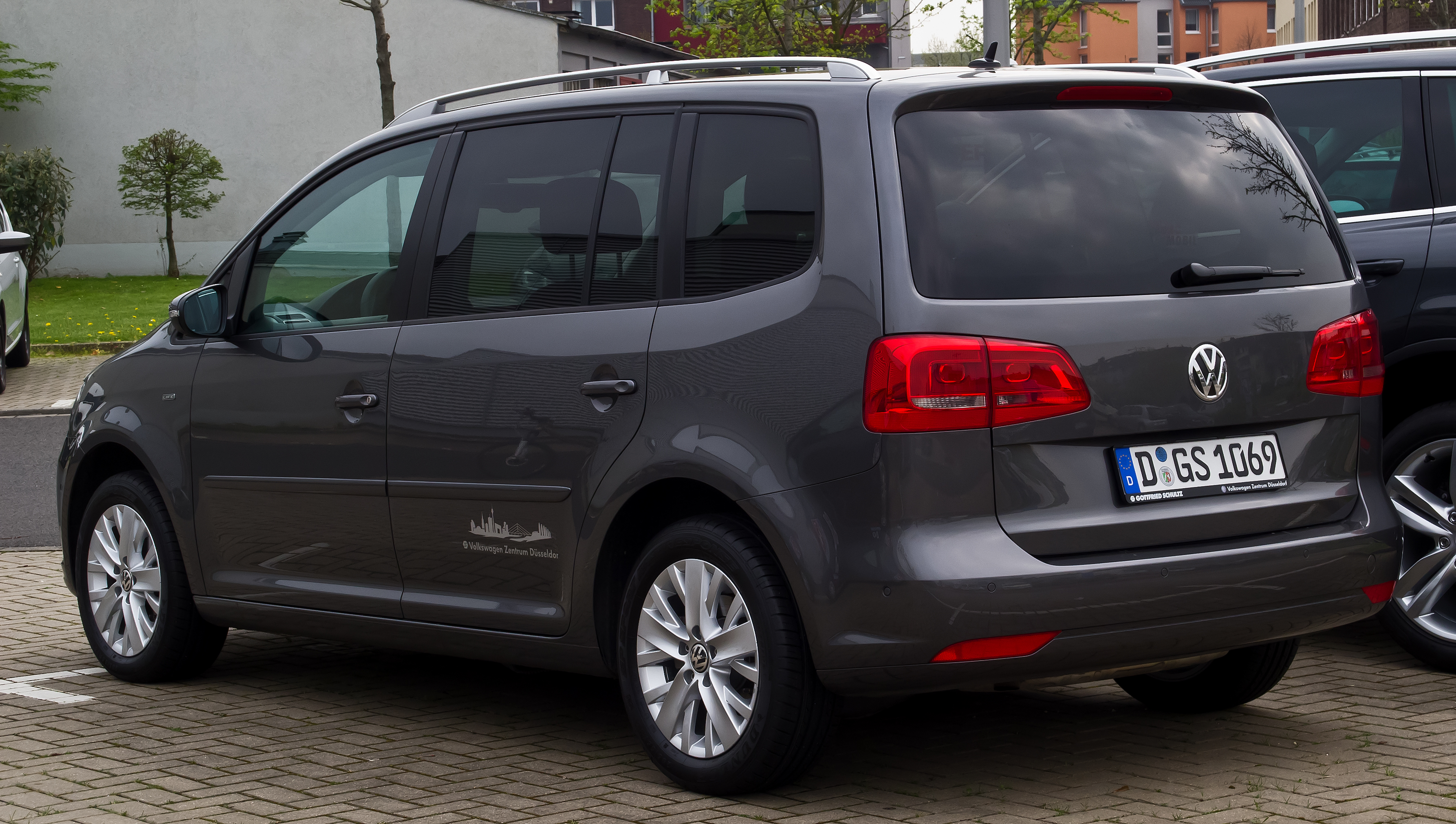
Volkswagen Touran I po drugim liftingu – tył

Volkswagen Touran I został po raz pierwszy oficjalnie zaprezentowany w 2003 roku.
Samochód został zbudowany na bazie płyty podłogowej PQ35, która wykorzystana została do budowy m.in. Volkswagena Golfa V oraz Caddy, Audi A3, Seata Altea oraz León, a także Škody Octavii oraz Yeti. Auto zaprezentowane zostało w celu wypełnienia luki pomiędzy Golfem Plus a Sharanem. 
Karoseria pojazdu wykonana została w całości ze stali o różnej twardości, a większość elementów poddana została cynkowaniu. Nadwozie w podstawowej konfiguracji mieści pięć osób i niecałe 700 l bagażu. Za dopłatą zamówić można było także dwa dodatkowe, składane fotele umieszczone w trzecim rzędzie.
W 2006 roku auto przeszło pierwszy face lifting. Zmienione zostały m.in. przednie reflektory, atrapa chłodnicy, zderzak, a także tylne lampy oraz zderzak. Przy okazji liftingu, wzbogacono ofertę pojazdu o uterenowioną wersję Cross, która charakteryzuje się wyższym prześwitem oraz plastikowymi nakładkami na nadkolach oraz paletę jednostek napędowych o benzynowy silnik 1.4 TSI. Do listy wyposażenia opcjonalnego pojazdu dodano m.in. system Park Assist.
W kwietniu 2010 roku podczas targów motoryzacyjnych w Lipsku zaprezentowana została wersja po drugim liftingu. Przestylizowany został gruntownie pas przedni pojazdu w którym zastosowane zostały nowe przednie reflektory, atrapa chłodnicy oraz zderzaki. Zmianom poddano także tył pojazdu, gdzie zastosowano nowe lampy oraz pokrywę bagażnika. Przy okazji liftingu do palety jednostek napędowych dodano m.in. nowy silnik benzynowy o pojemności 1.2 TSI dostępny także w technologii BlueMotion. 

### Wyposażenie
- Basis – podstawowa wersja modelu przed pierwszym liftingiem
- Conceptline – podstawowa wersja modelu po pierwszym liftingu
- Trendline – podstawowa wersja modelu po drugim lifitngu
- Highline
- United
- Cross
- Goal
- Freestyle
- R-Line
- Basis

Standardowe wyposażenie pojazdu obejmuje m.in. 6 poduszek powietrznych, system ABS i ESP oraz Isofix, a także system ASR, tempomat oraz radio CD/MP3.
Opcjonalnie auto doposażyć można także m.in. w system Park Assist oraz podwójne reflektory ksenonowe, półautomatyczną lub automatyczną klimatyzację, światła przeciwmgłowe oraz czujniki parkowania.
Wersja po drugim liftingu:
Standardowe wyposażenie podstawowej wersji pojazdu obejmuje m.in. 6 poduszek powietrznych, system ABS i ESP, Isofix, klimatyzację, radio CD/MP3, elektryczne sterowanie szyb, elektryczne sterowanie lusterek oraz światła do jazdy dziennej, a także system Light Assist.
W zależności od wersji wyposażeniowej pojazdu, auto wyposażone może być także m.in. w czujnik zmierzchu i deszczu, fotochromatyczne lusterko wsteczne, klimatyzację automatyczną, tempomat, wielofunkcyjną skórzaną kierownicę, 16-calowe alufelgi, światła przeciwmgłowe oraz system nawigacji satelitarnej, czujniki parkowania, panoramiczny dach i adaptacyjne zawieszenie DCC.

### Silniki
| Silnik                | Pojemność skokowa [cm³] | Typ silnika | Moc maksymalna [KM] przy obr./min | Maks. moment obrotowy [Nm] przy obr./min | Przyspieszenie 0-100 km/h [s] | Prędkość maks. [km/h] | Oznaczenie silnika |
| Silniki benzynowe:    |                         |             |                                   |                                          |                               |                       |                    |
| 1.2 TSI               | 1197                    | R4          | 105 (77)/5000                     | 175/1550-4100                            | b.d.                          | b.d.                  |                    |
| 1.4 TSI               | 1390                    | R4          | 140 (103)/5600                    | 220/1250-4000                            | 9,8                           | b.d.                  |                    |
| 1.4 TSI               | 1390                    | R4          | 170 (125)/6000                    | 240/1500-4500                            | 8,5                           | b.d.                  |                    |
| 1.4 TSI EcoFuel       | 1390                    | R4          | 150 (110)/5500                    | 220/1500-4500                            | b.d.                          | b.d.                  |                    |
| 1.6 MPI               | 1598                    | R4          | 102 (75)/5600                     | 148/3800                                 | 12,9                          | 179                   |                    |
| 1.6 FSI               | 1598                    | R4          | 115 (85)/6000                     | 150/4000                                 | 12,0                          | 185                   |                    |
| 2.0 FSI               | 1984                    | R4          | 150 (110)/6000                    | 200/3500                                 | 10,5                          | 203                   |                    |
| 2.0 EcoFuel           | 1984                    | R4          | 109 (80)/5400                     | 160/3500                                 | 13,5                          | 180                   |                    |
| Silniki wysokoprężne: |                         |             |                                   |                                          |                               |                       |                    |
| 1.6 TDI               | 1598                    | R4          | 90 (66)/4200                      | 230/1500-2500                            | b.d.                          | b.d.                  | CAYB               |
| 1.6 TDI 16V           | 1598                    | R4          | 105 (77)/4400                     | 250/1500-2500                            | 12,8                          | 183                   | CAYC               |
| 1.9 TDI               | 1896                    | R4          | 90 (66)/4000                      | 220/1800-2500                            | 14,9                          | b.d.                  | BRU, BXF, BXJ      |
| 1.9 TDI               | 1896                    | R4          | 101 (74)/4000                     | 250/1900                                 | 14,9                          | b.d.                  | AVQ                |
| 1.9 TDI               | 1896                    | R4          | 105 (77)/4000                     | 250/1900                                 | 13,5                          | 180                   | BJB, BKC, BLS      |
| 2.0 TDI 16V           | 1968                    | R4          | 136 (100)/4000                    | 320/1750-2500                            | 10,3                          | b.d.                  | AZV                |
| 2.0 TDI 16V           | 1968                    | R4          | 140 (103)/4000                    | 320/1750-2500                            | 10,0                          | 200                   | BKD                |
| 2.0 TDI 8V            | 1968                    | R4          | 140 (103)/4000                    | 320/1750-2500                            | 10,0                          | 200                   | BMM, CFHC          |
| 2.0 TDI 16V           | 1968                    | R4          | 170 (125)/4200                    | 350/1750-2500                            | 9,0                           | 210                   | BMN, CFJA          |
| 2.0 TDI 16V           | 1968                    | R4          | 177 (130)/4200                    | 380/1750-2500                            | 8,2.                          | 214                   | CFJB               |

## Druga generacja

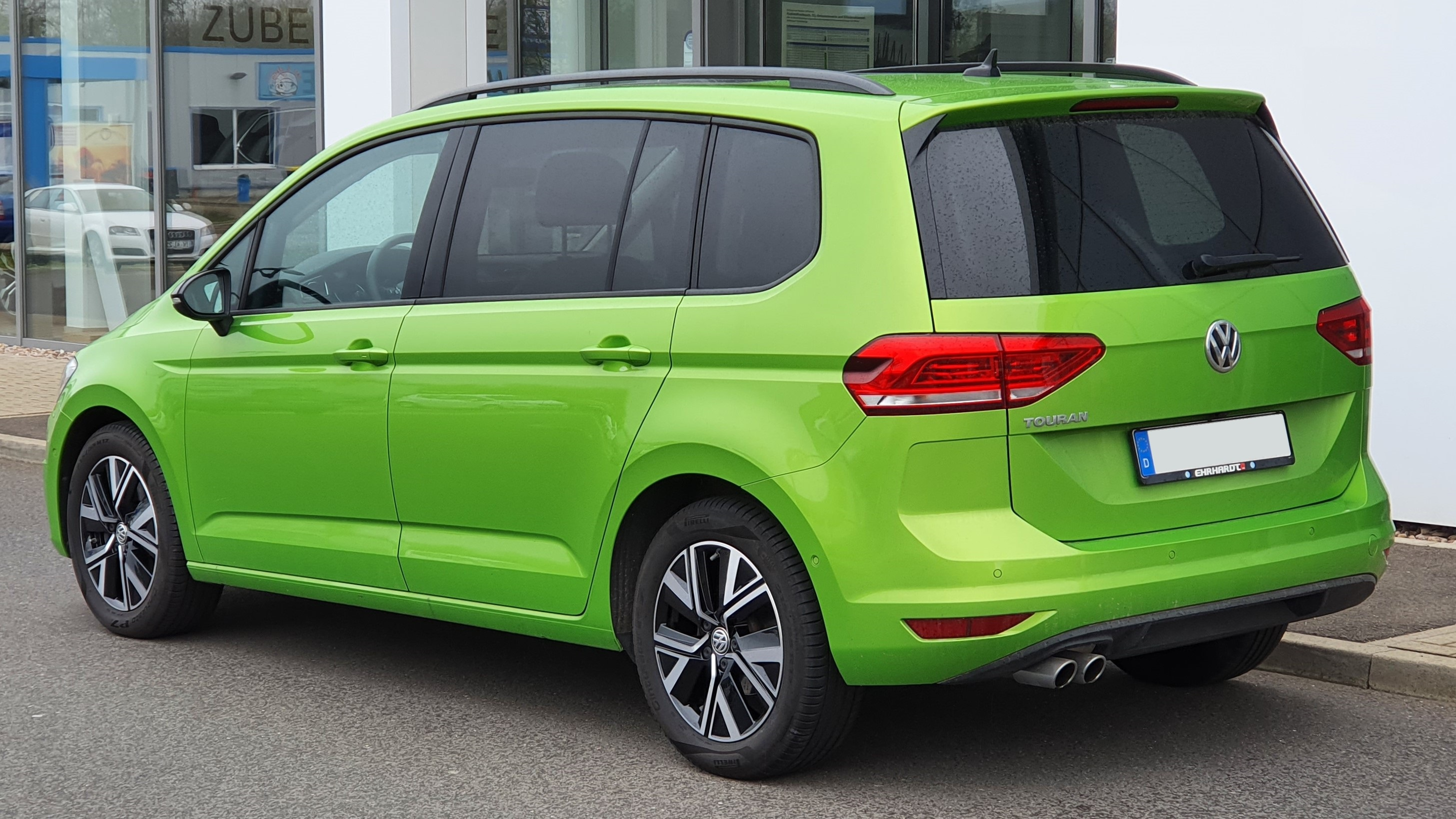
Volkswagen Touran II – tył

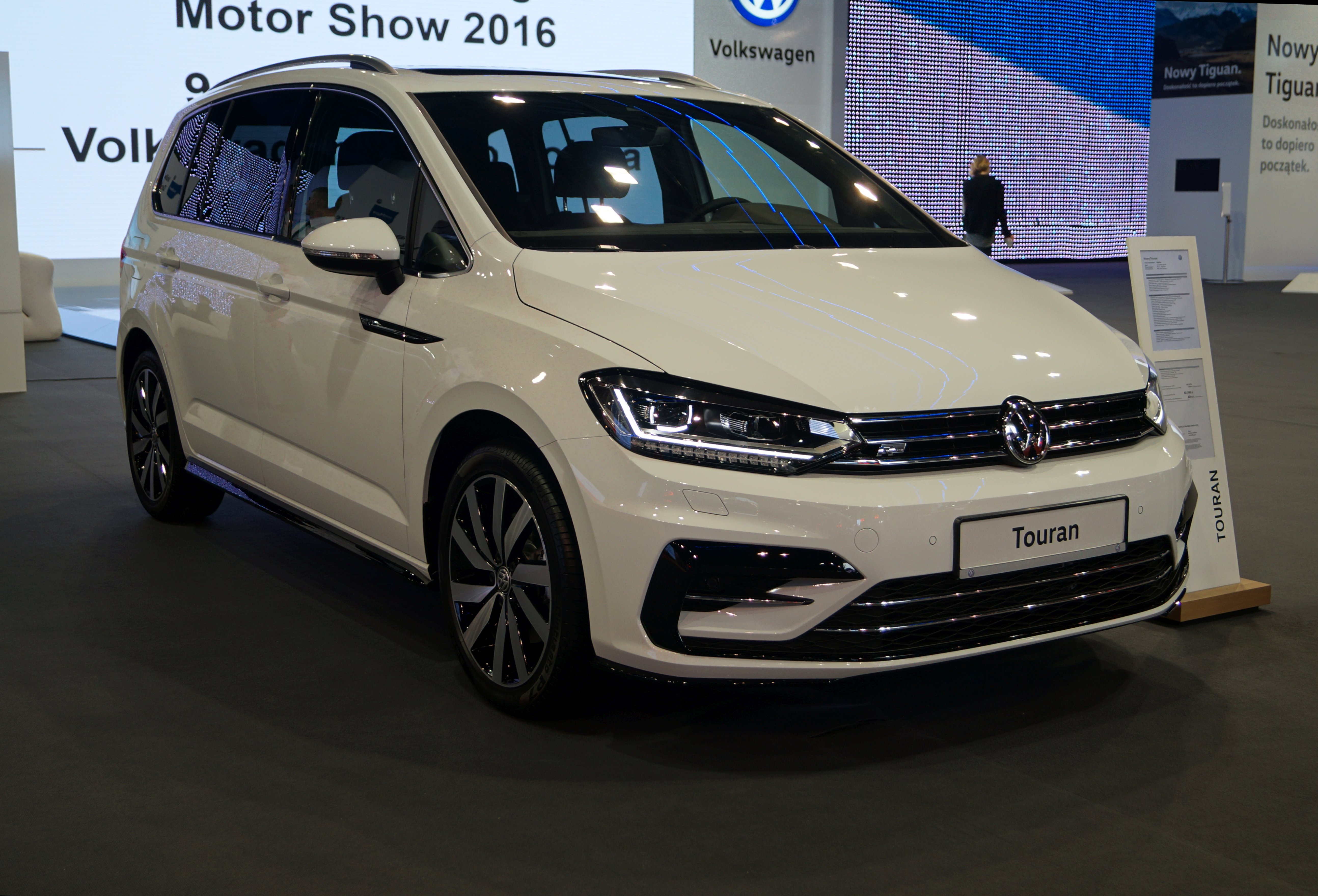
Volkswagen Touran II R-Line

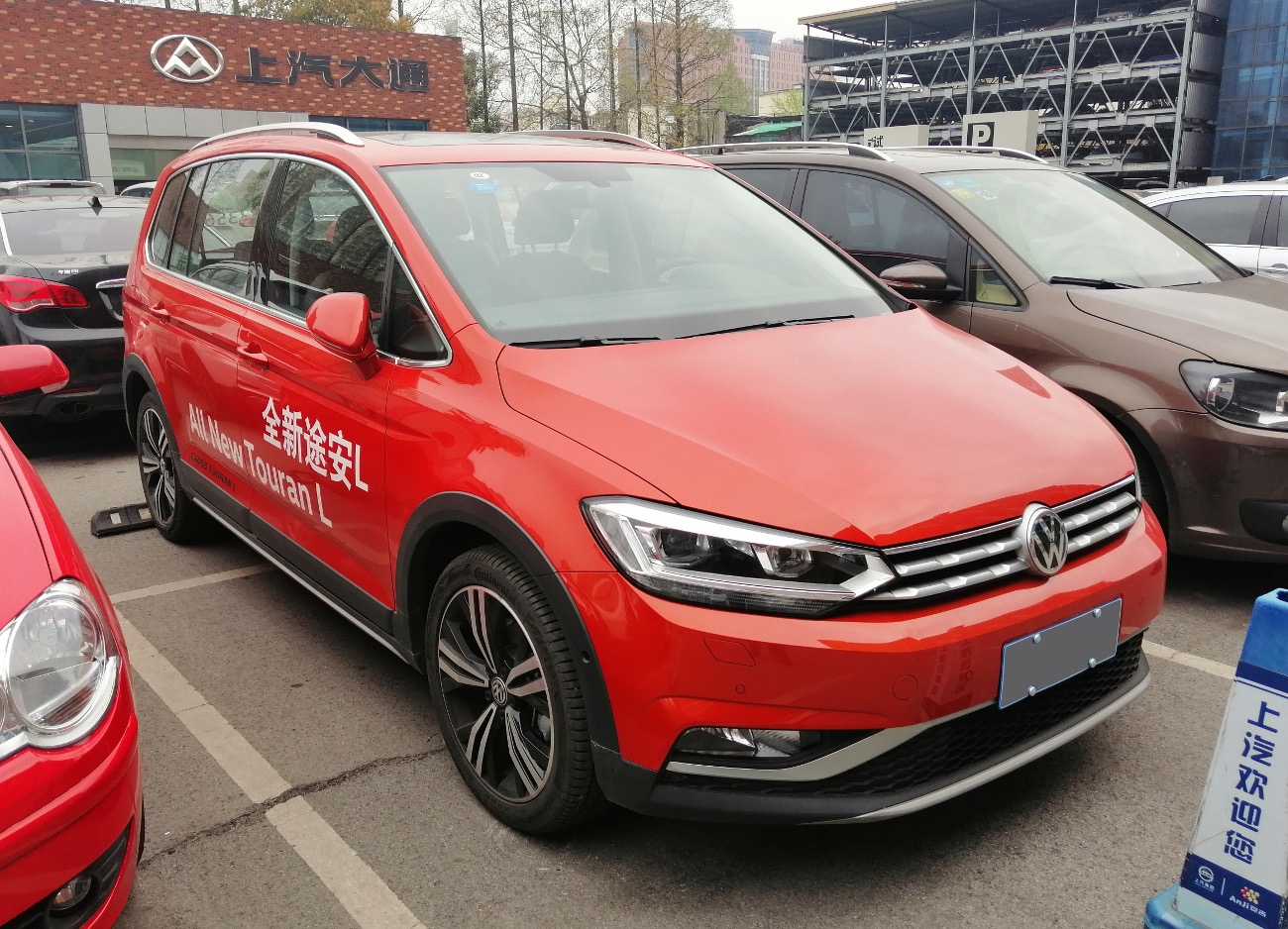
chiński Volkswagen Cross Touran L

Volkswagen Touran II został po raz pierwszy oficjalnie zaprezentowany podczas targów motoryzacyjnych w Genewie w 2015 roku.
Samochód zbudowany został na bazie modułowej płyty podłogowej MQB współdzielonej m.in. z Volkswagenem Golfem VII, Golfem Sportsvan, Audi A3, Seatem León oraz Škodą Octavia. W stosunku do poprzedniej generacji pojazdu, auto opracowane zostało od podstaw. Zwiększono m.in. rozstaw osi oraz zastosowano nowy system składania foteli Fold-Flat zarówno dla wersji pięcio- i siedmioosobowej.
Touran drugiej generacji zyskał znacznie na wymiarach w stosunku do poprzednika, aby nie stanowić wewnętrznej konkurencji dla mniejszego, choć na realia segmentu kompaktowych minivanów także zaliczanego do tej klasy samochodów modelu Golf Sportsvan.

### Wersje wyposażeniowe
- Trendline
- Comfortline
- Highline
- R-Line
- United
- Join

Standardowe wyposażenie podstawowej wersji pojazdu obejmuje m.in. system ABS i ESP, Isofix, elektromechaniczny hamulec postojowy oraz podgrzewanie i elektryczne sterowanie lusterek. 
W zależności od wersji wyposażeniowej pojazdu auto doposażyć można m.in. w fotochromatyczne lusterko wsteczne, system Front Assist z funkcją awaryjnego hamowania, światła przeciwmgłowe z funkcją doświetlania zakrętów, adaptacyjny tempomat, wielofunkcyjną kierownicę, system wykrywający zmęczenie kierowcy oraz trzystrefową klimatyzację automatyczną z filtrem alergenowym, system multimedialny z funkcją wyświetlania obrazu na ekranie smartfona, system parkowania z funkcją parkowania z przyczepą, a także w pełni wykonane w technologii LED reflektory przednie.

### Silniki
| Silnik                | Pojemność skokowa [cm³] | Typ silnika        | Moc maksymalna [KM] przy obr./min | Maks. moment obrotowy [Nm] przy obr./min | Przyspieszenie 0-100 km/h [s] | Prędkość maks. [km/h] |                    |                    |                    |
| Silniki benzynowe:    | Silniki benzynowe:      | Silniki benzynowe: | Silniki benzynowe:                | Silniki benzynowe:                       | Silniki benzynowe:            | Silniki benzynowe:    | Silniki benzynowe: | Silniki benzynowe: | Silniki benzynowe: |
| --------------------- | ----------------------- | ------------------ | --------------------------------- | ---------------------------------------- | ----------------------------- | --------------------- | ------------------ | ------------------ | ------------------ |
| 1.2 TSI               | 1197                    | R4                 | 110 (81)/b.d.                     | 175/b.d.                                 | 11,3                          | b.d.                  |                    |                    |                    |
| 1.4 TSI               | 1395                    | R4                 | 150 (110)/b.d.                    | 250/b.d.                                 | 8,9                           | b.d.                  |                    |                    |                    |
| 1.5 TSI               | 1498                    | R4                 | 150 (110)/b.d                     | 250/1500-3500                            | 8,9                           | 209                   |                    |                    |                    |
| 1.8 TSI               | 1798                    | R4                 | 180 (132)/b.d.                    | 250/b.d.                                 | 8,3                           | b.d.                  |                    |                    |                    |
| Silniki wysokoprężne: |                         |                    |                                   |                                          |                               |                       |                    |                    |                    |
| 1.6 TDI               | 1598                    | R4                 | 110 (81)/b.d.                     | 250/b.d.                                 | 11,9                          | b.d.                  |                    |                    |                    |
| 2.0 TDI               | 1968                    | R4                 | 90 (122)/b.d.                     | 320/1600-2500                            | 10,8                          | 196                   |                    |                    |                    |
| 2.0 TDI               | 1968                    | R4                 | 150 (110)/b.d.                    | 360/1600-2750                            | 9,3                           | 206                   |                    |                    |                    |
| 2.0 TDI               | 1968                    | R4                 | 190 (140)/b.d.                    | 400/b.d.                                 | 8,2                           | b.d.                  |                    |                    |                    |